# Kinimuré
Kinimuré (pl. Kinimurés), jedno od starih indijanskih plemena koji su nekada živjeli na području današnje brazilske države Bahia, odakle su ih protjerali pripadnici tupijskog plemena Tupinikin u svojim prodorima sa sjevera. 
Vjerojatno su pripadali jezičnom rodu Botokuda. Spominju se u Noticia do Brazil c.clxxxii, strana 311, u Southey, Hist. of Brazil. i., 281, i u Cazal, Corografia Brazilica, i. 56, 377, 394.